# Jahn-Teller-effekten
Jahn-Teller-effekten, også kaldet Jahn-Teller-forvrængningen, eller Jahn-Teller-teorien, beskriver den geometriske forvrængninger af ulineære molekyler i visse situationer. Denne elektroniske effekt er opkaldt efter Hermann Arthur Jahn og Edward Teller, som ved at bruge gruppeteori, beviste at ulineære degenererede molekyler ikke kunne være stabile. Overordnet fastslår teorien, at et ethvert ulineært molekyle med en degenereret elektronisk grundtilstand vil gennemgå en geometrisk forvrængning som fjerner dets degeneration, fordi forvrængning sænker den totale energi i komplekset.